# Aerangis gracillima
Aerangis gracillima là một loài thực vật thuộc họ Orchidaceae. Loài này có ở Cameroon và Gabon. Môi trường sống tự nhiên của chúng là rừng khô nhiệt đới hoặc cận nhiệt đới.
Trước đây nó được đặt trong chi Barombia.